# Dayton Lakes
Dayton Lakes é uma cidade localizada no estado norte-americano de Texas, no Condado de Liberty.

## Demografia
Segundo o censo norte-americano de 2000, a sua população era de 101 habitantes.
Em 2006, foi estimada uma população de 106, um aumento de 5 (5.0%).

## Geografia
De acordo com o United States Census Bureau tem uma área de
2,5 km², dos quais 2,2 km² cobertos por terra e 0,3 km² cobertos por água.

## Localidades na vizinhança
O diagrama seguinte representa as localidades num raio de 16 km ao redor de Dayton Lakes.